# Gloster Gladiator
Gloster Gladiator var et britisk jagerfly. Det var det sidste dobbeltdækker-jagerfly der blev leveret til Royal Air Force og var allerede forældet ved begyndelsen af den anden verdenskrig, men blev benyttet af både det britiske luftvåben og en række andre luftvåben på flere fronter. Blandt andet under felttoget i Norge, Grækenland, forsvaret af Malta, krigen i Nordafrika, Kina og af Finland i kampene mod Sovjetunionen.

## Baggrund og udvikling
Gladiatoren blev udviklet efter specifikationerne formuleret af myndighederne i dokumentet F.7/30 fra 1930 af Harry P. Folland i 1934 med udgangspunkt i skroget fra en Gloster Gauntlet. Med betegnelsen Gloster S.S.37 gennemførte prototypen sin første flyvning den 12. september 1934 og blev overleveret til det britiske luftfartsministerium til evaluering. Efter en række ændringer, blandt andet en ny motor, lukket cockpit, ændringer af bevæbningen og modifikationer af skroget og halepartiet skrev luftfartsministeriet den nye specifikation F.7/35 rundt S.S.37 og den 1. juli 1935 blev den sat i produktion med det officielle navn Gladiator.

## Udgaver
I alt blev 746 maskiner produceret, af dem 165 for eksport til Belgien, Grækenland, Irland, Kina, Letland, Litauen, Norge og Sverige. Mere end 100 maskiner der havde gjort tjeneste ved det britiske luftvåben blev også i løbet af krigen overført til en række andre luftvåben.
- Gladiator Mk I – Den første produktionsudgave. Udstyret med en Bristol Mercury IX stjernemotor og en Watts tobladet træpropel med faste blade. Den første produktionsserie havde to BSA 7,7 mm maskingeværer (licensproducerede Colt-Brownings) i næsen og to Lewis maskingeværer under vingene. De senere Mk I havde en universalaffutage under vingene der kunne udstyres med både Lewis, Vickers og BSA – de fleste maskiner blev dog udstyret med BSA maskingeværer, også under vingene. De første Mk I blev leveret til det britiske luftvåben i februar 1937. Flere Mk I blev senere opgraderet til samme standard som Mk II.

- Gladiator Mk II – Udstyret med en Bristol Mercury VIIIA eller VIIIAS stjernemotor, en Fairey Reed trebladet propel i metal med faste blade, automatisk kontrol af brændstofblandingen og en elektrisk starter. Bevæbningen bestod som med Mk I stort set af fire BSA 7,7 mm maskingeværer. 38 Gladiator Mk II blev udstyret med kroge til brug fra hangarskibe i december 1938 og overført til Fleet Air Arm mens de ventede på Sea Gladiator.

- Sea Gladiator – 60 maskiner blev produceret for Fleet Air Arm til brug fra hangarskibe og udstyret derefter med krog og fæstepunkter for brug fra katapult.

## Operativ historik
Det britiske luftvåbens Eskadrille 72, der havde sin base i Tangmere, blev de første der tog Gloster Gladiator i brug da de begyndte at skifte sine Bristol Bulldogs ud med Gladiatorer den 22. februar 1937. Det skulle dog blive det kinesisk-amerikanske flyver-es John Buffalo Sun-shui Wong, der under kinesisk flag tog Gladiatoren til sin ilddåb under den anden kinesisk-japanske krig. Efter var blevet såret i en luftkamp i september 1937 tog han tilbage i begyndelsen af 1938 for at tage ledelsen i den nu Gladiator-udrustede Eskadrille 29 i det kinesiske luftvåben, og den 24. februar nedskød han to japanske Nakajima A4N1 jagerfly i en luftkamp over Guangzhou og tog sammen med en anden pilot del i nedskydningen af en tredje Nakajima-jager. Dagen efter nedskød han og en Mitsubishi A5M Claude jager over Guangzhou. Mitsubishi-jageren skulle dog vise sig at være Gladiatoren overlegen og efter flere hårde kampe blev antallet af kinesiske Gladiatorer betydeligt reduceret. Det sidste store luftslag de kinesiske Gladiatorer deltog i var den 30. august 1940 over Nanjing, der blev angrebet af Aichi D1A dykbombere eskorteret af Mitsubishi A5M jagere. Seks af de kinesiske Gladiatorer blev nedskudt, og efter slaget havde det kinesiske luftvåben kun tre eksemplarer af flytypen tilbage.

### Brugere
- Storbritannien – De første Gladiator Mk I blev taget i brug af Eskadrille 72 i det britiske luftvåben i februar 1937. Ved slutningen af 1937 var otte eskadriller operative med Gladiator-jagere og flere blev operative i 1938. Det skulle dog ikke vare længe før flytypen begyndte at blive erstattet af Hurricane- og Spitfire-jagere, og ved udbruddet af den anden verdenskrig i september 1939 var kun fire hjemmehørende eskadriller fremdeles udrustet med Gloster Gladiatorer. Tre eskadriller blev dog oprettet igen i november med Gladiator-jagere som midlertidig udrustning, og flere oversøiske eskadriller var fremdeles udrustet med flytypen. De første Sea Gladiator-jagere blev operative med Eskadrille 801 om bord HMS Courageous i maj 1939. De britiske Gladiator-jagere tog del i forsvaret af Frankrig og Norge. En eskadrille blev også sat til at forsvare Plymouth under slaget om Storbritannien. Flytypen blev også brugt af det britiske luftvåben i Mellemøsten, Middelhavet og i forsvaret af Grækenland, og i ti dage i juni 1940 var fire Fleet Air Arm Sea Gladiator-jagere (Faith, Hope, Charity og Despair) de eneste jagere der forsvarede Malta. Flytypen tog også del i kampene mod de irakiske oprørere og invasionen af Syrien i 1941, og fortsatte at blive brugt i Nordafrika frem til den blev taget ud af tjeneste ved frontlinien i januar 1942. Det britiske luftvåben fortsatte dog med at bruge Gladiatorer til andre formål frem til slutningen af den anden verdenskrig.

- Belgien – 22 Gloster Gladiator Mk I blev leveret til Belgien fra 12. september 1937. Ved den tyske invasion i maj 1940 var dog kun 15 af dem flyvedygtige og de blev hurtigt overvældet af den tyske overmagt.

- Finland – 30 tidligere Royal Air Force Gladiator Mk II blev overført til det finske luftvåben mellem december 1939 og februar 1940. Flere finske piloter scorede flere nedskydninger og to af dem fik status som flyver-es med Gladiator, Oiva Tuominen, som blev krediteret med 6,5 luftsejre mens han fløj Gladiator og Paavo Berg som blev krediteret med 5 luftsejre.

- Grækenland – En forretningsmand købte i januar 1938 to Gloster Gladiator Mk I og gav dem til det græske luftvåben. I 1940 blev yderligere 17 Gladiator Mk II der tidligere havde tjenestegjort i det britiske luftvåben overført til Grækenland.

- Irak – Ni Gladiator Mk I blev overført fra det britiske luftvåben mellem 1940 og 1942, og yderligere fem Mk II i marts 1944. Mindst to maskiner var fremdeles i brug så sent som i 1949.

- Irland – Det irske Army Air Corps modtog fire nye Gladiator Mk I i 1938, der var i brug til 1941 da de blev erstattet af mere moderne flytyper.

- Kina – Kina bestilte 36 Gladiator Mk I i oktober 1937 der ankom Kina i november og december samme år og skulle monteres af personel fra Gloster Aircraft Company. På grund af politisk pres fra Japan nægtede de britiske myndigheder dog Gloster at bistå Kina med at montere maskinerne, og tilsammen med stadige japanske luftangreb førte dette til at maskinernes ibrugtagning blev forsinket. De første kinesiske Gladiatorer havde deres ilddåb i februar 1938, men efter flere hårde luftkampe var der i slutningen af august 1940 kun tre maskiner tilbage, der blev overført til brug for træning. Rapporter tyder dog på at flytypen blev brugt i kamp også efter dette, og yderligere to kinesiske Gladiatorer blev skudt ned i oktober 1940. To kinesisk-amerikanske piloter fik status som flyver-esser med Gladiatorer i det kinesiske luftvåben, John Buffalo Sun-shui Wong, der blev krediteret med 6,5 luftsejre, og Arthur Art Chin Shui-tin, der blev krediteret med 5,5 luftsejre.

- Letland – Letland blev, da de bestilte sine 26 Gladiator Mk I 27. maj 1937, den første eksportkunde for flytypen. Maskinerne blev leveret mellem august og november samme år.

- Litauen – 14 Gladiator Mk I blev bestilt kun dage efter Letland havde bestilt sine og leveret mellem oktober og november 1937.

- Norge – Norge fik seks Gladiator Mk I den 15. juli 1938 af en kontrakt på oprindeligt tolv bestilte maskiner. De seks andre blev efter en revision af kontrakten erstattet af seks Mk II i stedet, de seks sidste Gladiatorer der blev produceret, der blev leveret i slutningen af 1939. I modsætning til de andre Mk II-maskiner blev de leveret med den samme tobladede Watts træpropel som Mk I anvendte. Ved den tyske invasion af Norge 9. april 1940 havde den norske hærs flystyrker ni maskiner tilbage, hvoraf kun syv var kampdygtige. De norske Gladiatorer nedskød fem tyske flyvemaskiner i løbet af invasionsdagen, mod en Gladiator skudt ned. Yderligere to Gladiatorer blev skudt i stykker på jorden, og tre gik tabt efter landinger udenfor flyvepladser i områder der de måtte efterlades. Den ene tilbageværende Gladiator fløj sit sidste togt den 21. april, der efter motorproblemer endte med en nødlanding der gjorde flyet ubrugelig.

- Portugal – I alt 30 Gladiator Mk II blev leveret til Portugal fra september 1938. De blev efterhånden erstattet af mere moderne jagere og overført til opgaver som avancerede træningsfly, hvoraf de sidste var i brug så sent som i 1953.

- Sverige – Det svenske Flygvapnet var med 55 maskiner den største bruger af Gladiator-jagere udenfor Storbritannien. I alt modtog de 37 Gladiator Mk I, der fik betegnelsen J 8 i Sverige og blev leveret fra juni 1937, og 18 Gladiator Mk II, der fik betegnelsen J 8A og blev leveret i 1938. Sverige var neutral under den anden verdenskrig, men deres Gladiatorer deltog i hævdelsen af svensk luftrum, hvor i alt 134 tyske flyvemaskiner enten blev skudt ned eller tvunget til at lande. Mere direkte deltog de svenske Gladiatorer i Vinterkrigen, hvor Flygflottilj 19, der bestod af frivillige svenske piloter, sluttede sig til det finske luftvåben. Flygflottilj 19, der blev udrustet med 12 Gladiator-jagere og fire Hawker Hart lette bombefly, fik ansvaret for den nordligste del af fronten og for at støtte og beskytte de svenske og norske frivillige der kæmpede på finsk side. Flygflottilj 19 fløj sit første operative togt den 12. januar 1940 og deres Gladiatorer nedskød i alt otte sovjetiske flyvemaskiner mod to nedskudte svenske Gladiatorer. Yderligere en Gladiator gik tabt i en ulykke før slutningen af krigen den 13. marts. Den sidste svenske Gladiator blev udfaset i 1946.

- Sydafrika – Det sydafrikanske luftvåben modtog i januar en Gladiator Mk I tidligere brugt af det britiske luftvåben til evaluering. I april 1941 blev yderligere 11 maskiner overført fra det britiske luftvåben og benyttet af det sydafrikanske luftvåben i Mellemøsten og i Østafrika.

- Egypten – I 1939 blev 18 Gladiator Mk I (opgraderet til Mk II standard) overført til det egyptiske luftvåben. Nogle af disse blev senere returneret til Storbritannien. I 1941 blev yderligere 27 Gladiator Mk II overført fra det britiske luftvåben til Egypten.

## Bevarede Gloster Gladiator
- Shuttleworth Collection's bevarede Gloster Gladiator med den civile registrering G-AMRK er aldeles flyvedygtig, her malet i farverne fra Hærens flyvåpen (Norge)
- G-AMRK afbildet i 1985, denne gang i farverne fra Royal Air Forces Eskadrille 72
- En af de svenske Gladiatorer fra Flygflottilj 19, ejet af det svenske Flygvapenmuseum